# Andryjanki
Andryjanki est un village de Pologne, situé dans la gmina de Boćki, dans le Powiat de Bielsk Podlaski, dans la voïvodie de Podlachie.
Selon le recenssement de la commune de 1921, ont habité dans le village 287 personnes, dont 82 étaient catholiques, 201 orthodoxes, et 4 judaïques. Parallèlement, 152 habitants ont déclaré avoir la nationalité polonaise, 135 la nationalité biélorusse. Dans le village, il y avait 51 bâtiments habitables.

## Source
- (en) Cet article est partiellement ou en totalité issu de l’article de Wikipédia en anglais intitulé « Andryjanki » (voir la liste des auteurs).